# مارك داوني
مارك داوني (بالإنجليزية: Mark Downey)‏ هو دراج أيرلندي، ولد في 3 يوليو 1996 في Dromore, County Down ‏ في المملكة المتحدة.

## وصلات خارجية
- مارك داوني على موقع الاتحاد الدولي للدراجات (الإنجليزية)
- مارك داوني على موقع أرشيف الدراجات (الإنجليزية)
- مارك داوني على موقع إحصائيات الدراجات الإحترافية (الإنجليزية)
- مارك داوني على موقع نسبة الدراجات (الإنجليزية)
- مارك داوني على موقع CycleBase (الإنجليزية)
- مارك داوني على موقع اللجنة الأولمبية الدولية (الإنجليزية)
- مارك داوني على موقع أوليمبيديا (الإنجليزية)
- مارك داوني على موقع اللجنة الأولمبية الأيرلندية (الإنجليزية)